# Temperamento mesotónico

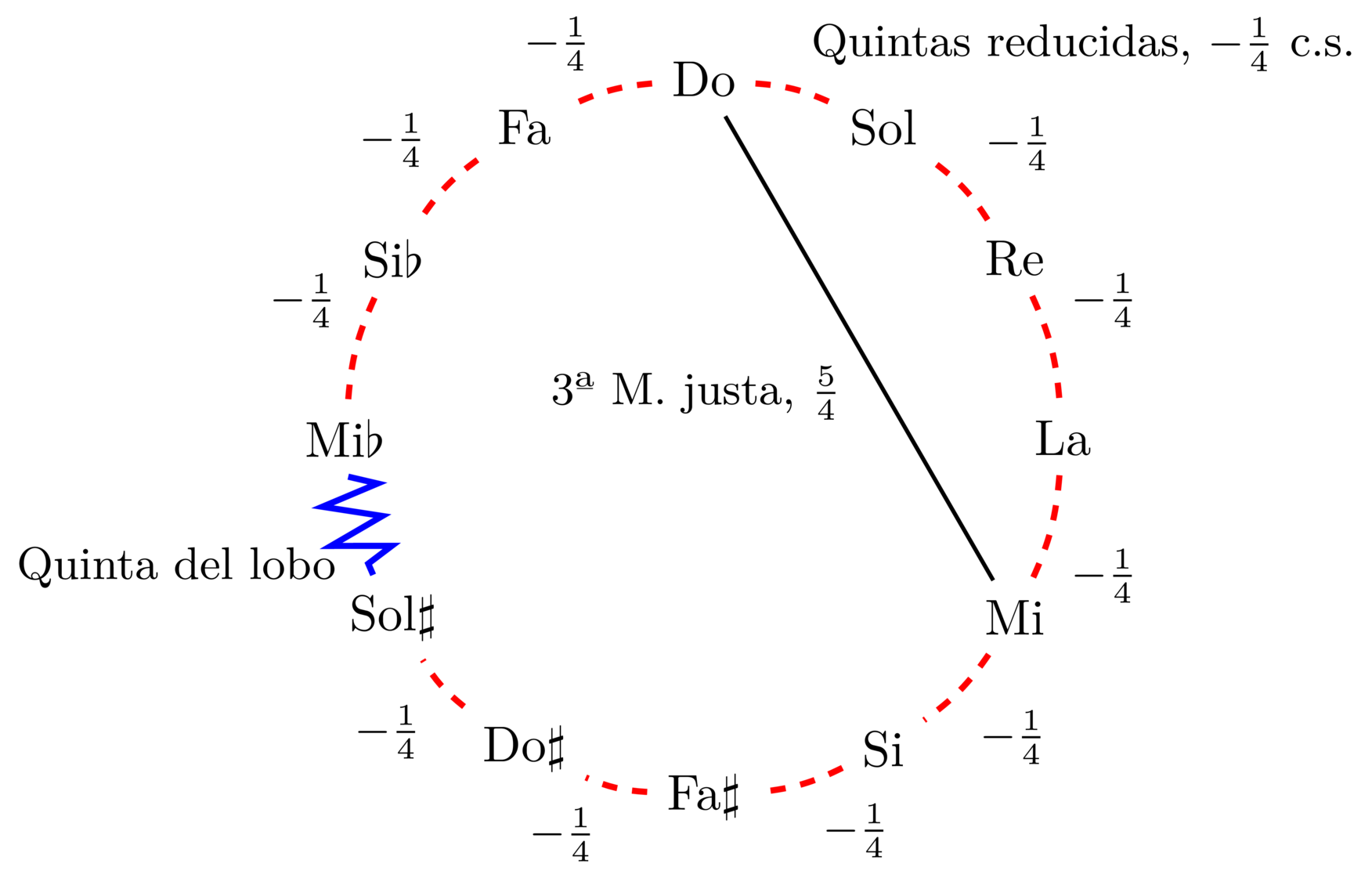
Diagrama del sistema mesotónico mayor de un cuarto de coma

El temperamento mesotónico es un sistema de afinación que busca solventar la imposibilidad práctica de la justa entonación. Consiste en la afinación por terceras mayores puras (en contraposición del temperamento pitagórico, que va por quintas puras), por lo que las quintas son algo más pequeñas. Posee quinta del lobo en el intervalo Sol#-Mi♭.
El nombre del término mesotónico (de tonos medios) procede de temperamentos en los que se partía de dobles notas, necesarias para la coexistencia de terceras y quintas justas, por lo que algunos teclados de instrumentos con este temperamento pueden tener notas dobles para Re#/Mi♭ y Sol#/La♭.
Las propuestas que fueron surgiendo a partir del Renacimiento, se basaban en la repartición de la coma diatónica entre un ciclo de quintas justas. Se obtiene así una afinación en la que:
- Usándolo adecuadamente, es el temperamento más puro en cuanto a proporciones simples.
- Es el temperamento pensado para tener intervalos más justos (La tercera pura, la quinta relativamente desafinada pero más que aceptable).
- Las terceras en tonalidades principales son puras (Do-Mi, Re-Fa#, Mi-Sol#, Fa-La, Sol-Si, Mi♭-Sol, Si♭-Re, La-Do#).
- Algunos acordes son impracticables (Acordes que no tengan terceras puras mayores, tanto en mayores como en menores.
- No 'existen' las notas Re♭, Re#, Sol♭, La♭, La#, Mi#, Si# o cualquier doble sostenido o doble bemol (por lógica, excepto si el acorde enarmónico funciona...). Por lo que cualquier acorde que contenga una de estas notas no sonará 'bien' (no tendrá buenas proporciones). La utilidad del temperamento no es irse a estas tonalidades, no se basa en este principio.

El temperamento mesotónico más conocido es el de cuarto de coma. Este temperamento parte del hecho de que una coma sintónica aparece cada cuatro quintas consecutivas, que forman una tercera mayor. Por tanto reparte dicha coma acortando un cuarto de coma cada quinta justa y obtiene terceras mayores de dos tonos iguales y cuatro quintas iguales. A ese cuarto de coma se le conoce con el nombre de schisma.